# El Martinet
El Martinet és una obra de Ripollet (Vallès Occidental) inclosa a l'Inventari del Patrimoni Arquitectònic de Catalunya.

## Descripció
Conjunt industrial que comptava amb diferents naus amples i llargues amb cobertes a dues vessants. Hi existien a més a més altres dependències a diferents nivells. Les obertures d'aquestes naus són grans i rectangulars. Una de les façanes té la porta d'arc escarser i a les cantoneres, pilars amb coronaments. La porta i les finestres conserven reixes de ferro. Les façanes són de maó i estan arrebossades la major part dels casos.

## Història
El 1785, on hi havia les restes d'un molí fariner, s'hi construí la fàbrica del Martinet. El seu propietari fou Eudald Dou de Barcelona, i comptà amb l'ajut de Josep Esplugues, o Esplugas, Surroca (manyà), Marià Riera (fuster) i Pau Gamot (ferrer). S'hi forjaven i treballaven grans peces, competint amb el millor mercat estranger. L'època daurada foren els anys entre 1804 i 1806. Donava feina a vint famílies. L'any 1809 pateix el saqueig del francès i és reconstruïda després de la invasió. Durant el 1834 té una davallada deguda a la situació dels preus del mercat d'importació, d'altra banda, la manca d'aigua feia impossible el funcionament de la fàbrica.
A mitjans del segle xix s'instal·la una fàbrica de paper. Tenia el mateix propietari. L'any 1894, la firma "Farré i Companyia" obre una fàbrica de cotó. El 1898 passà a nom de " Faura i Casa mitjana" i el 1918 a "Sobrinos de José Umbert". L'any 1927 es donen de baixa de contribució i en 1929 es trasllada a Granollers a l'empresa Roca Umbert, S. A. Els edificis que hi resten foren després propietat de l'exèrcit, que hi instal·là una granja agropecuària. Durant la Guerra Civil fou un polvorí.